# Річард Баттервік
Річард Баттервік (англ. Richard Butterwick) — британський історик, професор польсько-литовської історії в Школі слов'янських та східноєвропейських досліджень Університетського коледжу Лондона.
Вивчав історію в Кембридзькому університеті, який закінчив з відзнакою у 1999 році. 1994 року здобув докторський ступінь в Оксфордському університеті. У 1993-1994 роках викладав у Лодзькому університеті, потім проходив трирічне постдокторське стажування в Оксфорді. 1997 року став викладачем сучасної європейської історії в Королівському університеті Белфаста. 2005 року приєднався до Школи слов'янських та східноєвропейських студій, а 2013 року став професором.
Його книжка «Світло і пломінь. Річ Посполита, 1733–1795» отримала премію ім. Оскара Галецького Польського інституту мистецтв і наук Америки 2021 року та премію Pro Historia Polonorum Польського історичного товариства 2022 року. Польське видання довше.
2016 року Баттервіка було нагороджено бронзовою медаллю Gloria Artis за заслуги перед польською культурою. У березні 2022 року він став головним істориком Польського історичного музею у Варшаві. 2024 року президент Республіки Польща надав йому звання професора гуманітарних наук.
2012 року одружився в Польщі з Віолеттою Павліковською.

## Книги
- Останній король Польщі та англійська культура: Станіслав Август Понятовський, 1732-1798 (Oxford: OUP, 1998)
- Польська революція та католицька церква, 1788-1792: Політична історія (Oxford: OUP, 2012; довше польське видання)
- Річ Посполита, 1733–1795 (Видавництво Єльського університету, 2020)
- Конституція від 3 травня 1791 року: Заповіт Речі Посполитої (Варшава: Польський історичний музей, 2021, посилання)
- Литва: Коротка історія (Видавництво Hurst, 2025, ISBN 191172360X)

## Переклади українською
2025 року у видавництві «Локальна історія» вийде український переклад книжки «Світло і пломінь. Річ Посполита, 1733–1795». Перекладачка — Любов Пилаєва.

## Зовнішні посилання
- Перша Конституція Європи. Посібник про те, чому 3 травня 1791 року має значення. Лекція Річарда Баттервіка, 2021, Польський культурний інститут у Лондоні
- Інтерв'ю з Річардом Баттервіком, Коледж Європи